# Scheermühle (Ostheim vor der Rhön)
Scheermühle ist ein Gemeindeteil der Stadt Ostheim vor der Rhön im Landkreis Rhön-Grabfeld (Unterfranken, Bayern).

## Lage
Die Einöde Scheermühle liegt am Fluss Streu.

## Geschichte
Die Scheermühle ist eine Mühle in der die Stoffveredelung (Scheren) seit der frühen Neuzeit betrieben wurde. In der Gegenwart dient das Gebäude der Mühle als Lager für einen benachbarten Limonadehersteller.